# Alan Smith (calciatore 1962)
Alan Martin Smith (Bromsgrove, 21 novembre 1962) è un ex calciatore inglese.

## Carriera

### Club
Dopo aver debuttato nel 1981 nell'Alvechurch F.C., già un anno più tardi viene ingaggiato dal Leicester City, con il quale segna 76 reti su 200 partite di campionato in cinque stagioni. Nel 1987 passa all'Arsenal, dove riuscirà a vincere due edizioni della Premier League (nel 1989 e nel 1991), aggiudicandosi negli stessi anni pure la classifica dei cannonieri; con i Gunners ha vinto anche la Coppa delle Coppe 1993-1994 dopo la finale contro il Parma sconfitto 1-0 con rete dello stesso Smith.

### Nazionale
Ha debuttato nella Nazionale maggiore inglese nel 1988. Ha fatto parte della spedizione agli Europei del 1992. Complessivamente ha segnato 2 reti in 13 partite.

## Statistiche

### Presenze e reti nei club
| Stagione              | Squadra               | Campionato            | Campionato | Campionato | Coppe nazionali | Coppe nazionali | Coppe nazionali | Coppe continentali | Coppe continentali | Coppe continentali | altre coppe | altre coppe | altre coppe | Totale | Totale |
| Stagione              | Squadra               | Comp                  | Pres       | Reti       | Comp            | Pres            | Reti            | Comp               | Pres               | Reti               | Comp        | Pres        | Reti        | Pres   | Reti   |
| --------------------- | --------------------- | --------------------- | ---------- | ---------- | --------------- | --------------- | --------------- | ------------------ | ------------------ | ------------------ | ----------- | ----------- | ----------- | ------ | ------ |
| 1980-1981             | Alvechurch            | SFL                   | -          | -          |                 | -               | -               | -                  | -                  | -                  | -           | -           | -           | -      | -      |
| 1981-1982             | Alvechurch            | SFL                   | -          | -          |                 | -               | -               | -                  | -                  | -                  | -           | -           | -           | -      | -      |
| 1982-1983             | Leicester City        | SD                    | 39         | 13         | FACup+CdL       | 1+1             | 1+0             | -                  | -                  | -                  | -           | -           | -           | 41     | 14     |
| 1983-1984             | Leicester City        | FD                    | 40         | 15         | FACup+CdL       | 1+2             | 0+1             | -                  | -                  | -                  | -           | -           | -           | 43     | 16     |
| 1984-1985             | Leicester City        | FD                    | 39         | 12         | FACup+CdL       | 4+2             | 2+1             | -                  | -                  | -                  | -           | -           | -           | 45     | 15     |
| 1985-1986             | Leicester City        | FD                    | 40         | 19         | FACup+CdL       | 1+1             | 0               | -                  | -                  | -                  | -           | -           | -           | 42     | 19     |
| 1986-1987             | Leicester City        | FD                    | 42         | 17         | FACup+CdL       | 1+3             | 1+2             | -                  | -                  | -                  | -           | -           | -           | 46     | 20     |
| Totale Leicester City | Totale Leicester City | Totale Leicester City | 200        | 76         |                 | 8+9             | 4+4             |                    | -                  | -                  |             | -           | -           | 217    | 84     |
| 1987-1988             | Arsenal               | FD                    | 39         | 11         | FACup+CdL       | 3+8             | 1+4             | -                  | -                  | -                  | -           | -           | -           | 50     | 16     |
| 1988-1989             | Arsenal               | FD                    | 36         | 23         | FACup+CdL       | 2+5             | 0+2             | -                  | -                  | -                  | -           | -           | -           | 43     | 25     |
| 1989-1990             | Arsenal               | FD                    | 38         | 10         | FACup+CdL       | 2+4             | 0+3             | -                  | -                  | -                  | CS          | 1           | 0           | 45     | 13     |
| 1990-1991             | Arsenal               | FD                    | 37         | 22         | FACup+CdL       | 8+4             | 2+3             | -                  | -                  | -                  | -           | -           | -           | 49     | 27     |
| 1991-1992             | Arsenal               | FD                    | 39         | 12         | FACup+CdL       | 1+2             | 1+0             | CC                 | 4                  | 4                  | CS          | 1           | 0           | 47     | 17     |
| 1992-1993             | Arsenal               | PL                    | 31         | 3          | FACup+CdL       | 7+7             | 1+2             | -                  | -                  | -                  | -           | -           | -           | 45     | 6      |
| 1993-1994             | Arsenal               | PL                    | 25         | 3          | FACup+CdL       | 2+5             | 1+1             | CdC                | 9                  | 2                  | CS          | 0           | 0           | 41     | 7      |
| 1994-1995             | Arsenal               | PL                    | 19         | 2          | FACup+CdL       | 1+3             | 0+1             | CdC                | 4                  | 1                  | SU          | 0           | 0           | 27     | 4      |
| Totale Arsenal        | Totale Arsenal        | Totale Arsenal        | 264        | 86         |                 | 26+38           | 6+16            |                    | 17                 | 7                  |             | 2           | 0           | 347    | 115    |
| Totale carriera       | Totale carriera       | Totale carriera       | 464        | 162        |                 | 81              | 30              |                    | 17                 | 7                  |             | 2           | 0           | 564    | 199    |

### Cronologia presenze e reti in nazionale
| Cronologia completa delle presenze e delle reti in nazionale ― Inghilterra | Cronologia completa delle presenze e delle reti in nazionale ― Inghilterra | Cronologia completa delle presenze e delle reti in nazionale ― Inghilterra | Cronologia completa delle presenze e delle reti in nazionale ― Inghilterra | Cronologia completa delle presenze e delle reti in nazionale ― Inghilterra | Cronologia completa delle presenze e delle reti in nazionale ― Inghilterra | Cronologia completa delle presenze e delle reti in nazionale ― Inghilterra | Cronologia completa delle presenze e delle reti in nazionale ― Inghilterra |
| Data                                                                       | Città                                                                      | In casa                                                                    | Risultato                                                                  | Ospiti                                                                     | Competizione                                                               | Reti                                                                       | Note                                                                       |
| -------------------------------------------------------------------------- | -------------------------------------------------------------------------- | -------------------------------------------------------------------------- | -------------------------------------------------------------------------- | -------------------------------------------------------------------------- | -------------------------------------------------------------------------- | -------------------------------------------------------------------------- | -------------------------------------------------------------------------- |
| 16-11-1988                                                                 | Riad                                                                       | Arabia Saudita                                                             | 1 – 1                                                                      | Inghilterra                                                                | Amichevole                                                                 | -                                                                          | 68’                                                                        |
| 8-2-1989                                                                   | Marousi                                                                    | Grecia                                                                     | 1 – 2                                                                      | Inghilterra                                                                | Amichevole                                                                 | -                                                                          | 78’                                                                        |
| 8-3-1989                                                                   | Tirana                                                                     | Albania                                                                    | 0 – 2                                                                      | Inghilterra                                                                | Qual. Mondiali 1990                                                        | -                                                                          | 77’                                                                        |
| 3-6-1989                                                                   | Londra                                                                     | Inghilterra                                                                | 3 – 0                                                                      | Polonia                                                                    | Qual. Mondiali 1990                                                        | -                                                                          | 75’                                                                        |
| 1-5-1991                                                                   | Smirne                                                                     | Turchia                                                                    | 0 – 1                                                                      | Inghilterra                                                                | Qual. Euro 1992                                                            | -                                                                          |                                                                            |
| 21-5-1991                                                                  | Londra                                                                     | Inghilterra                                                                | 3 – 1                                                                      | Unione Sovietica                                                           | Amichevole                                                                 | 1                                                                          |                                                                            |
| 25-5-1991                                                                  | Londra                                                                     | Inghilterra                                                                | 2 – 2                                                                      | Argentina                                                                  | Amichevole                                                                 | -                                                                          |                                                                            |
| 11-9-1991                                                                  | Londra                                                                     | Inghilterra                                                                | 0 – 1                                                                      | Germania                                                                   | Amichevole                                                                 | -                                                                          |                                                                            |
| 16-10-1991                                                                 | Londra                                                                     | Inghilterra                                                                | 1 – 0                                                                      | Turchia                                                                    | Amichevole                                                                 | 1                                                                          |                                                                            |
| 13-11-1991                                                                 | Poznań                                                                     | Polonia                                                                    | 1 – 1                                                                      | Inghilterra                                                                | Qual. Euro 1992                                                            | -                                                                          | 46’                                                                        |
| 12-5-1992                                                                  | Budapest                                                                   | Ungheria                                                                   | 0 – 1                                                                      | Inghilterra                                                                | Amichevole                                                                 | -                                                                          | 46’                                                                        |
| 11-6-1992                                                                  | Malmö                                                                      | Danimarca                                                                  | 0 – 0                                                                      | Inghilterra                                                                | Euro 1992 - 1º turno                                                       | -                                                                          |                                                                            |
| 17-6-1992                                                                  | Stoccolma                                                                  | Svezia                                                                     | 2 – 1                                                                      | Inghilterra                                                                | Euro 1992 - 1º turno                                                       | -                                                                          | 64’                                                                        |
| Totale                                                                     |                                                                            | Presenze                                                                   | 13                                                                         |                                                                            | Reti                                                                       | 2                                                                          |                                                                            |

## Palmarès

### Club
Competizioni Nazionali
- Campionato inglese: 2 
Arsenal: 1988-1989, 1990-1991
- Coppa d'Inghilterra: 1 
Arsenal: 1993
- Coppa di Lega inglese: 1 
Arsenal: 1993
- Community Shield: 1

Arsenal: 1991
Competizioni Internazionali
- Coppa delle Coppe: 1

Arsenal: 1993-1994

### Individuale
- Capocannoniere della Premier League: 2

1988-1989 (23 gol), 1990-1991 (22 gol)